# Terapia cu ventuze

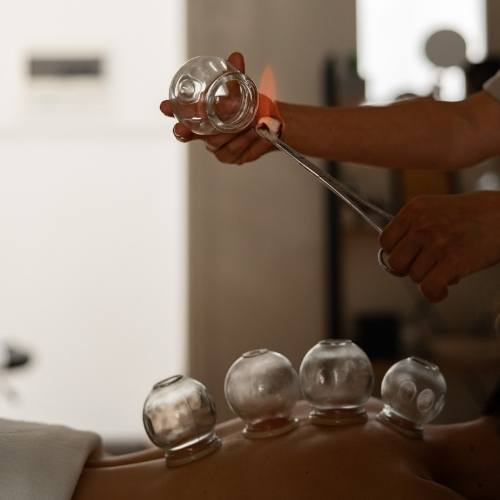
Terapie cu ventuze, încălzire cu foc

Terapia cu ventuze este o practică a medicinei alternative care constă în aplicarea unor ventuze pe piele și crearea unui vid prin aspirare sau încălzire. Ventuzele respective sunt scoase după un timp, lăsând în urmă vânătăi. Această terapie este considerată o pseudoștiință, din cauza lipsei studiilor clinice care să demonstreze eficacitatea în tratarea vreunei boli.

## Istorie
Originea terapiei cu ventuze nu este clară, ea evoluând independent în diferite locuri și diferite epoci.
În Egiptul Antic, în jurul anului 1800 î.e.n se presupune că au existat două papirusuri „Veterinary Papyrus” și „Papyrus Ebers” care descriu tratamentul, dar terapia nu este menționată în fragmentele care au supraviețuit. În Muzeul de Istorie Naturală din Londra este expusă o ventuza din bronz originară din Egipt datată între 300 î.e.n - 300 î.e.n.
În jurul anului 700 î.e.n pe teritoriul Imperiul Neo-Asirian, într-un document cueniform imprimat pe tăblițe apare următorul citat:”sucțiune cu gura sau folosind un corn de bivol”.
în Grecia Antică, Hippocrate recomanda folosirea terapiei cu ventuze pentru tratarea a diverse boli, iar Herodot scrie despre beneficiile folosirii ventuzelor.
În China, prima mențiune apare pe o serie de manuscrise din mătase din timpul dinastiei Han, iar în perioada dinastiei Tang (618 - 917) terapia cu ventuze devine o metodă consacrată, alături de acupunctură, acestea fiind predată în școlile de medicină.
În America de Nord, triburile de Amerindieni foloseau o formă similară a acestei terapii.

## Descriere
Susținătorii afirmă că terapia cu ventuze are un efect terapeutic și elimină "toxine" nespecificate, sânge stagnant sau "energie vitală" atunci când este folosită pe punctele de acupunctură, cu scopul de a îmbunătăți circulația sângelui.
Terapia cu ventuze constă în aplicarea unor ventuze de sticlă, ceramică, bambus sau silicon pe pielea pacientului, prin crearea unui vid care ridică pielea pacientului în interiorul ventuzei.Aceste ventuze se țin pe piele între 3 - 20 minute
Vidul se poate obține prin diverse metode:
- încălzirea aerului din ventuză cu o flacără și aplicarea pe piele
- aspirarea aerului din ventuză printr-o valvă

### Tipuri de terapii
Terapia Uscată: ventuza este aprinsă cu ajutorul unei substanțe inflamabile cum ar fi alcoolul,ierburile sau hârtia. Pe măsură ce focul se stinge ventuza este poziționată cu capul în jos pe pielea pacientului. În timp ce se răcește ventuza creează un vid, cauzând pielea să se ridice și să se-n roșească.
Terapia umedă: pielea pacientului este ușor înțepată/tăiată înainte de a plasa ventuzele umede care produc o aspirare mai ușoară.
Terapia cu masaj: se aplică ulei, sau o loțiune pe piele pentru ca ventuzele să poată fii mișcate în diferite zone

## Efficactite
Criticii medicinei alternative au vorbit împotriva terapiei cu ventuze. Harriet Hall și Mark Crislip au caracterizat terapia cu ventuze drept "nonsens pseudostiințific", "un capriciu al celebrităților" , observând că nu există dovezi că terapia cu ventuze funcționează mai bine decât un placebo.
Chirurgul American David Gorski observă că "este tot risc fără niciun beneficiu. Nu are loc în medicina modernă, sau cel puțin nu ar trebui să aibă."
Într-o lucrare publicată în 2011 s-a evaluat eficacitatea terapiei. În acesta s-a analizat literatura existentă , concluzionând că nu există studii bine documentate pentru majoritatea bolilor care să ateste eficacitatea acesteia iar, studiile primare sunt de o calitate îndoielnică. Aceste concluzii au fost confirmate și de o analiză din 2014 care a demonstrat că dovezile în favoarea terapiei au rezultat din studii și procese de o calitate redusă.
Societatea Americană pentru Cancer afirmă că nu există dovezi care să indice că terapia cu ventuze are vreun beneficiu în tratarea cancerului sau a oricărei altei boli, iar afirmațiile că terapia are rezultate fiind bazate pe experiențe personale.
Terapia cu ventuze nu este recunoscută de medicina internațională, fiind considerată o pseudoștiință, pentru care nu există dovezi științifice care să o susțină.

## Riscuri
Efectele secundare ale terapiei pot include: arsuri, vânătăi, infecții ale pielii, expansiune capilară, acumularea excesivă de fluide în țesuturi și ruperea vaselor de sânge.
În 2016, Ministerul Sănătății din Cambodgia a avertizat că terapia cu ventuze poate reprezenta un risc pentru sănătate și poate fi deosebit de periculoasă pentru persoanele cu tensiune arterială ridicată sau probleme cardiace. Conform NCCIH, agenție guvernamentală a Statelor Unite care explorează medicina alternativă "Terapia cu ventuze poate provoca efecte secundare precum decolorarea persistentă a pielii, cicatrici, arsuri și infecții și poate agrava eczemele sau psoriazisul".
Terapia cu ventuze poate provoca rupturi ale capilarelor (mici vase de sânge) din stratul dermic papilar al pielii, ducând la apariția petesiilor și purpurei. Aceste semne sunt uneori confundate cu semne de abuz asupra copiilor atunci când terapia cu ventuze este efectuată pe copii.

## Sport
Terapia este foarte populară în rândul sportivilor de performanță, fiind folosită într-o varietate de sporturi.
În fotbal Karim Benzema și Neymar au fost prezentați într-un filmuleț de spaniolii de la AS cum apelează la acest tratament. Arnaut Danjuma a distribuit poze pe Instagram după urmarea tratamentului cu mesajul "Ai grijă de corpul tău ai doar unul".
În înot terapia este folosită de înotători ca Michael Phelps și Nathalie Coughlin
În gimnastică terapia a fot promovată de gimnastul american Alex Naddour.
Pe plan local aruncătorul de disc Alin Firfirică spune că a folosit terapia cu ventuze pentru a se recupera după o accidentare.